# Mount Bishop, Antarktis
Mount Bishop är ett berg i Antarktis. Det ligger i Östantarktis. Nya Zeeland gör anspråk på området. Toppen på Mount Bishop är 3 026 meter över havet, eller 638 meter över den omgivande terrängen. Bredden vid basen är 2,9 km.
Terrängen runt Mount Bishop är bergig åt sydost, men åt nordväst är den kuperad. Mount Bishop ligger uppe på en höjd som går i nord-sydlig riktning. Trakten är obefolkad. Det finns inga samhällen i närheten. 